# Targa Florio

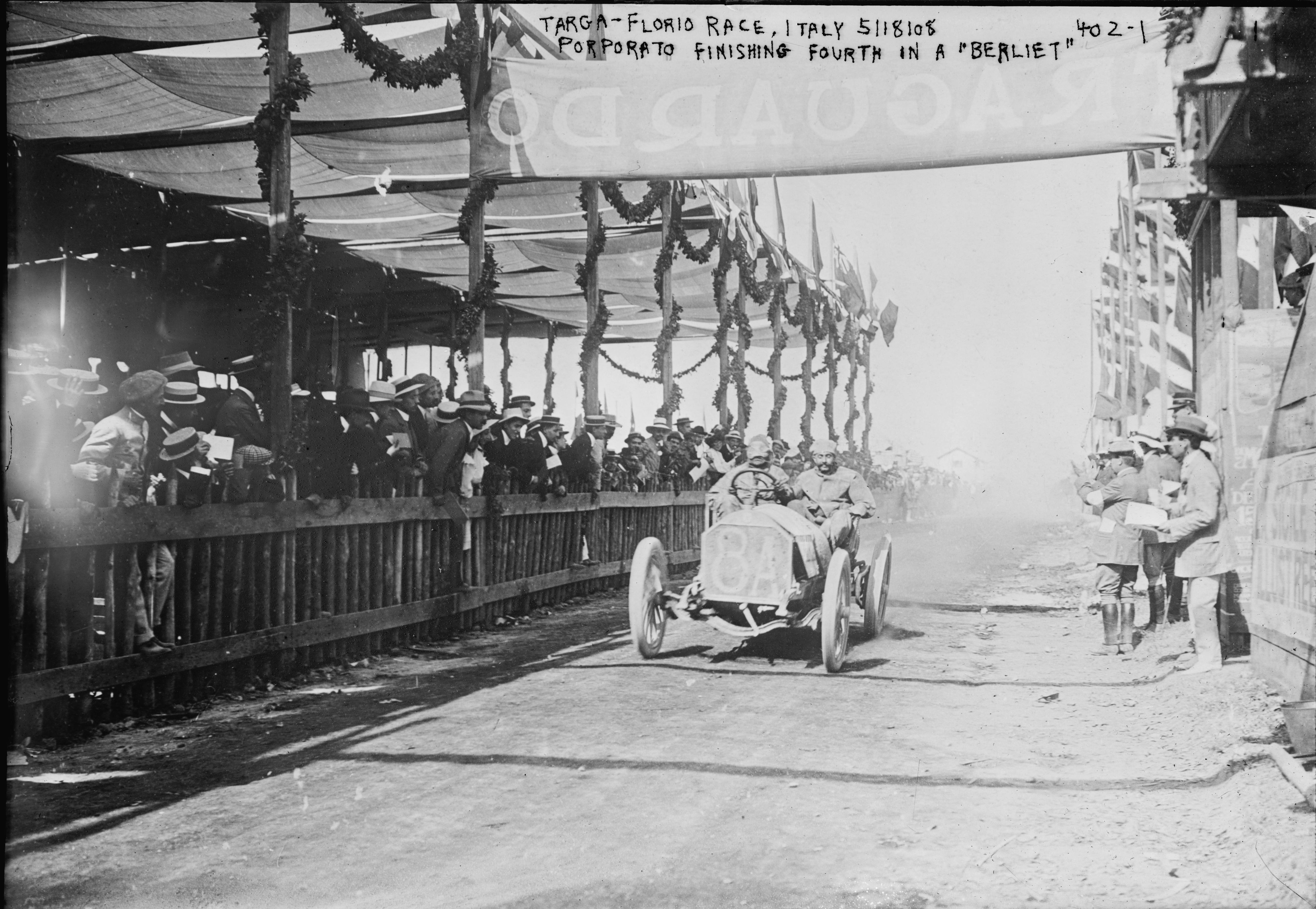
Jean Porporato vid målgången i 1908 års tävling.

Targa Florio var en biltävling som kördes mellan 1906 och 1977 på allmänna landsvägar runt Palermo på Sicilien. Numera körs tävlingen i form av ett rally.

## Historia
Targa Florio är en av världens äldsta biltävlingar. Det första loppet 1906 kördes över  446 km på smala bergsvägar. Vinnaren Alessandro Cagno höll en medelhastighet på 50 km/h.
I mitten av 1920-talet var Targa Florio en av Europas viktigaste tävlingar, då varken sportvagnartävlingar som Le Mans 24-timmars och Mille Miglia eller Grand prix racing hunnit bli etablerade.
Från 1955 var Targa Florio en deltävling i sportvagns-VM. En rad olika bansträckningar kördes under åren. Det började med en sträcka om 148 km per varv, men den sista tiden hade varvet kortats till 72 km. Vanligen kördes 10 varv i tävlingen. Start och mål hölls i staden Cerda. Bilarna släpptes iväg en och en, med två minuters mellanrum som i ett rally.
Runt 1970 hade farterna och därmed olycksriskerna drivits upp, där bilarna rusade fram genom små bergsbyar och efter 1973 ströks tävlingen ur VM-kalendern av säkerhetsskäl. Targa Florio kördes vidare som en nationell tävling, men efter en spektakulär dödsolycka 1977 stoppades tävlingarna med snabba sportvagnar. Tävlingen lever idag vidare som ett rally.

## Vinnare
| År                              | Förare                                             | Bil                        |
| Förkrigstävlingar               | Förkrigstävlingar                                  | Förkrigstävlingar          |
| ------------------------------- | -------------------------------------------------- | -------------------------- |
| 1906                            | Alessandro Cagno                                   | Itala                      |
| 1907                            | Felice Nazzaro                                     | Fiat 28/40 HP              |
| 1908                            | Vincenzo Trucco                                    | Isotta Fraschini           |
| 1909                            | Francesco Ciuppa                                   | SPA                        |
| 1910                            | Tullio Cariolato                                   | Franco Automobili          |
| 1911                            | Ernesto Ceirano                                    | SCAT                       |
| 1912                            | Cyril Snipe                                        | SCAT                       |
| 1913                            | Felice Nazzaro                                     | Nazzaro                    |
| 1914                            | Ernesto Ceirano                                    | SCAT                       |
| Mellankrigstävlingar            |                                                    |                            |
| 1919                            | André Boillot                                      | Peugeot EXS                |
| 1920                            | Guido Meregalli                                    | Nazzaro GP                 |
| 1921                            | Giulio Masetti                                     | Fiat 451                   |
| 1922                            | Giulio Masetti                                     | Mercedes GP/14             |
| 1923                            | Ugo Sivocci                                        | Alfa Romeo RL Targa Florio |
| 1924                            | Christian Werner                                   | Mercedes PP                |
| 1925                            | Bartolomeo Costantini                              | Bugatti Type 35            |
| 1926                            | Bartolomeo Costantini                              | Bugatti Type 35            |
| 1927                            | Emilio Materassi                                   | Bugatti Type 35            |
| 1928                            | Albert Divo                                        | Bugatti Type 35            |
| 1929                            | Albert Divo                                        | Bugatti Type 35            |
| 1930                            | Achille Varzi                                      | Alfa Romeo P2              |
| 1931                            | Tazio Nuvolari                                     | Alfa Romeo 8C-2300 Monza   |
| 1932                            | Tazio Nuvolari                                     | Alfa Romeo 8C-2300 Monza   |
| 1933                            | Antonio Brivio                                     | Alfa Romeo 8C-2300 Monza   |
| 1934                            | Achille Varzi                                      | Alfa Romeo Tipo-B P3       |
| 1935                            | Antonio Brivio                                     | Alfa Romeo Tipo-B P3       |
| 1936                            | Constantino Magistri                               | Lancia Augusta             |
| 1937                            | Giulio Severi                                      | Maserati 6CM               |
| 1938                            | Giovanni Rocco                                     | Maserati 6CM               |
| 1939                            | Luigi Villoresi                                    | Maserati 6CM               |
| 1940                            | Luigi Villoresi                                    | Maserati 4CL               |
| Efterkrigstävlingar             |                                                    |                            |
| 1948                            | Clemente Biondetti Igor Troubetzkoy                | Ferrari 166 S              |
| 1949                            | Clemente Biondetti Aldo Benedetti                  | Ferrari 166 MM             |
| 1950                            | Mario Bornigia Giancarlo Bornigia                  | Alfa Romeo 6C 2500         |
| 1951                            | Franco Cortese                                     | Frazer Nash                |
| 1952                            | Felice Bonetto                                     | Lancia Aurelia B20         |
| 1953                            | Umberto Maglioli                                   | Lancia D20 3000            |
| 1954                            | Piero Taruffi                                      | Lancia D24                 |
| Deltävling i sportvagns-VM      |                                                    |                            |
| 1955                            | Stirling Moss Peter Collins                        | Mercedes-Benz 300 SLR      |
| 1956                            | Umberto Maglioli Huschke von Hanstein              | Porsche 550                |
| 1957                            | Ingen tävling                                      | Ingen tävling              |
| 1958                            | Luigi Musso Olivier Gendebien                      | Ferrari 250 Testa Rossa    |
| 1959                            | Edgar Barth Wolfgang Seidel                        | Porsche 718 RSK            |
| 1960                            | Joakim Bonnier Hans Herrmann Graham Hill           | Porsche 718 RS60           |
| 1961                            | Wolfgang von Trips Olivier Gendebien               | Ferrari Dino 246 SP        |
| 1962                            | Willy Mairesse Ricardo Rodriguez Olivier Gendebien | Ferrari Dino 246 SP        |
| 1963                            | Joakim Bonnier Carlo Maria Abate                   | Porsche 718 RS64           |
| 1964                            | Colin Davis Antonio Pucci                          | Porsche 904 GTS            |
| 1965                            | Nino Vaccarella Lorenzo Bandini                    | Ferrari 275 P2             |
| 1966                            | Willy Mairesse Herbert Müller                      | Porsche 906 Carrera 6      |
| 1967                            | Paul Hawkins Rolf Stommelen                        | Porsche 910                |
| 1968                            | Vic Elford Umberto Maglioli                        | Porsche 907                |
| 1969                            | Gerhard Mitter Udo Schütz                          | Porsche 908                |
| 1970                            | Jo Siffert Brian Redman                            | Porsche 908                |
| 1971                            | Nino Vaccarella Toine Hezemans                     | Alfa Romeo Tipo 33         |
| 1972                            | Arturo Merzario Sandro Munari                      | Ferrari 312PB              |
| 1973                            | Herbert Müller Gijs van Lennep                     | Porsche 911 Carrera RSR    |
| Tävlingar utanför sportvagns-VM |                                                    |                            |
| 1974                            | Gérard Larrousse Amilcare Ballestrieri             | Lancia Stratos             |
| 1975                            | Nino Vaccarella Arturo Merzario                    | Alfa Romeo Tipo 33         |
| 1976                            | Armando Floridia                                   | Osella                     |
| 1977                            | Raffaele Restivo                                   | Chevron                    |